# إريك باتيستا دي غوس
إريك باتيستا دي غوس هو لاعب كرة قدم برازيلي في مركز الدفاع، ولد في 23 يوليو 1984 في أوساسكو في البرازيل. لعب مع نادي بوا إيسبورت وهو والد مهاجم ريال مدريد الحالي رودريغو غوس.

## وصلات خارجية
- إريك باتيستا دي غوس على موقع قاعدة بيانات كرة القدم.إي يو (الإنجليزية)
- إريك باتيستا دي غوس على موقع Soccerway.com (الإنجليزية)